# Raid de Tall Abyad
Ne doit pas être confondu avec Bataille de Tall Abyad.
Guerre civile syrienne
Batailles
La raid de Tall Abyad se déroule lors de la guerre civile syrienne. Le 27 février 2016, des groupes de djihadistes de l'État islamique mènent un raid à l'intérieur des territoires tenus par les YPG dans les environs de Tall Abyad. Tall Abyad est elle-même attaquée, ainsi que la petite ville de Soulouk et les villages de Hammam al-Turkmen et al-Kantri.

## Prélude
L'État islamique perd la ville de Tall Abyad le 16 juin 2015, après une offensive des YPG. Les djihadistes tentent alors de mener des raids à l'intérieur des territoires pris par les Kurdes. Dès le 25 juin, une centaine d'hommes de l'EI déguisés en combattants kurdes pénètrent dans la ville de Kobané et massacrent 262 civils avant d'être repoussés,. Le 30 juin, plusieurs dizaines de combattants de l'EI parviennent à pénétrer à Tall Abyad et à reprendre un quartier à l'est de la ville. Les YPG contre-attaquent et repoussent les djihadistes le lendemain. Au moins trois combattants kurdes et quatre hommes de l'EI sont tués dans ce combat selon l'OSDH,.

## Déroulement
Une nouvelle infiltration de combattants de l'État islamique a lieu la nuit du 26 au 27 février 2016 à Tall Abyad et dans les villages des environs,. La coalition mène des frappes aériennes contre l'EI. Les YPG reprennent le contrôle total de Tall Abyad le soir du 27, mais les djihadistes s'emparent d'une partie de la petite ville de Soulouk, au sud-est de Tall Abyad, et prennent les villages de Hammam al-Turkmen et al-Kantri. Selon l'OSDH, les combats ont fait au moins 70 morts chez les djihadistes, 20 du côté des YPG, ainsi que 10 civils,,,,. Le 27 février selon l'OSDH, 15 civils et 4 combattants des YPG sont exécutés par les djihadistes à Hammam Turkuman. Al-Kantri est repris dans la journée du 28, puis repasse aux mains de l'EI le 1er mars, lequel prend également Luwibdah et la centrale électrique de Soulouk. Hammam al-Turkmen est repris par les Kurdes le 2 mars, les affrontements se poursuivent entre Mabroukah et al-Kantri.

## Pertes
Le 2 mars, Redur Xelil, responsable des YPG, déclare que les combats, toujours en cours, ont fait 43 morts chez les YPG, 140 tués du côté de l'EI, ainsi que 23 civils. Le 3 mars, l'OSDH donne un bilan proche ; 140 morts chez les djihadistes et 47 pour les YPG,.